# Anton Ferlinz
Anton Ferlinz, slovenski knjigarnar in knjigovez, * 12. maj 1795, Maribor, † 30. junij 1883, Maribor.

## Življenje in delo
Bil je sin mariborskega župana I.J. Ferlinza. Leta 1817 se je poročil z vdovo knjigoveza Merzingerja, ter nadaljeval prevzeto obrt. Ko je oktobra 1844 prevzel to podjetje njegov najstarejši sin Edvard (* 29. nov. 1817, † 17. marca 1874), je oče odprl novo knjigoveznico in trgovino s papirjem.  To podjetje je vodil do 1876, ko ga je s hišo vred izročil sinu Ferdinandu (* 9. okt. 1848). V predmarčni dobi, ko v Mariboru še ni bilo prave knjigarne in so se s knjigotrštvom bavili knjigovezi, je Ferlinz založil nekaj slovenskih knjig.  Njegovi sinovi Edvard, Anton (* 13. maja 1819, † 29. dec. 1867) in Ferdinand so bili vsi knjigovezi, slovenskih knjig pa ni izdajal nobeden. 